# 두레당
결속당(結いの党)은 일본의 존재했던 자유주의, 보수주의 성향의 중도우파 정당이다.